# Mark Hateley
Mark Wayne Hateley (* 7. November 1961 in Derby) ist ein ehemaliger englischer Fußballspieler der 1980er- und 1990er-Jahre. Von 2009 bis 2010 trainierte er die liberianische Nationalmannschaft.

## Sportlicher Werdegang
Der Mittelstürmer, dessen Vater Tony ebenfalls Profifußballspieler und unter anderem als Stürmer für Aston Villa, den FC Chelsea und den FC Liverpool aktiv gewesen war, erlernte das Fußballspielen bei Coventry City, wo er im Alter von 17 Jahren in der First Division beim 3:0-Sieg gegen die Wolverhampton Wanderers zum Abschluss der Saison 1978/79 debütierte. In insgesamt fünf Jahren erzielte Hateley in insgesamt 94 Ligaspielen 25 Tore und wechselte dann 1983 zum Zweitligisten FC Portsmouth. Zusätzlich hatte er im Jahr 1980 für den US-amerikanischen Klub Detroit Express 19 Ligaspiele auf Leihbasis absolviert.
In Portsmouth entwickelte er sich zu einem Torjäger und schoss in 38 Ligapartien 22 Treffer, was ihm am 2. Juni 1984 das erste Länderspiel als Einwechselspieler für die englische Nationalmannschaft einbrachte, das gegen die Sowjetunion mit 0:2 verloren wurde. Bereits zuvor hatte Hateley zehn Spiele für die U21-Nachwuchsmannschaft Englands bestritten.
Durch die guten Leistungen wurde der italienische Verein AC Mailand auf Hateley aufmerksam und verpflichtete ihn im Sommer 1984 für eine Ablöse von einer Million Pfund. Mit dem defensiven Mittelfeldspieler und Landsmann Ray Wilkins bildete er damit das erste Duo zweier englischer Nationalspieler bei einem ausländischen Verein und sollte den unglücklich spielenden Luther Blissett auf seiner Position ersetzen. Schnell fand sich Hateley in der neuen Umgebung zurecht und konnte fortan statistisch gesehen in jedem dritten Spiel einen Treffer erzielen. Von den Anhängern Mailands erhielt er aufgrund seines längeren Haars und seiner Torgefährlichkeit den Spitznamen Attila.
In der Nationalmannschaft besaß Hateley trotz relativ schwacher Torausbeute im Vorfeld der WM 1986 in Mexiko die gleichen Chancen, an der Seite von Gary Lineker zum Einsatz zu kommen, wie auch Kerry Dixon und Peter Beardsley. Als er dann in einem Vorbereitungsspiel zunächst gegen Mexiko zwei Tore und dann beim 1:0-Sieg gegen Kanada den entscheidenden Treffer erzielen konnte, legte sich Robson auf Hateley als Sturmpartner für Lineker zunächst einmal fest. Nach zwei schwachen Spielen jedoch in den ersten beiden Gruppenbegegnungen gegen Portugal und danach Marokko mit seinem vorzeitigen Spielende per Auswechselung, wurde Hateley gegen Beardsley für das entscheidende Vorrundenspiel ausgetauscht. Da diese Maßnahme Erfolg hatte, kam er zu nur noch zehn weiteren Einsatzminuten als Einwechselspieler im Achtelfinale gegen Paraguay. Auch in den folgenden Jahren sollte er nur als Ersatzspieler aktiv sein und kam bei der EM 1988 in Deutschland nur auf drei Einwechselungen spät in der zweiten Halbzeit.
Im Jahr 1987 schloss Hateley sich dann dem französischen Verein AS Monaco an, der zu dieser Zeit von Arsène Wenger trainiert wurde. Mit seinem Nationalmannschaftskollegen Glenn Hoddle in den eigenen Reihen konnte er dann bereits in seiner ersten Saison die französische Meisterschaft gewinnen. Diesem ersten Titelgewinn sollten dann zahlreiche weitere folgen, als er im Jahr 1990 nach Schottland zu den Glasgow Rangers wechselte.
In seinen fünf Jahren bei den Rangers konnte Hateley in jeder Saison die schottische Meisterschaft gewinnen und fügte in den Jahren 1992 und 1993 noch jeweils den schottischen Pokal und den heimischen Ligapokal hinzufügen. Zusätzlich wurde er 1994 sowohl von den Journalisten als auch von den Fußballerkollegen zu Schottlands Fußballer des Jahres geehrt. In der Nationalmannschaft wurde Hateley von Trainer Bobby Robson jedoch nicht mehr berücksichtigt und stand nicht im Kader für die WM 1990 in Italien. Aufgrund seiner anhaltend guten Leistungen bei den Glasgow Rangers war er jedoch für die EM 1992 in Schweden dauerhaft im Gespräch. Dem Einsatz gegen die Tschechoslowakei (nach drei Jahren Pause in der Nationalelf) im Vorfeld der Europameisterschaft sollten dann aber keine weiteren Länderspiele mehr folgen.
Hateley schoss in fünf Jahren für Glasgow in 222 Pflichtspielen 115 Tore und bildete mit Ally McCoist ein effektives Sturmduo. Im Sommer 1995 schloss er sich dann seinem früheren Mannschaftskollegen Ray Wilkins, der nun Trainer war, bei den Queens Park Rangers an, wo er jedoch nicht an die Leistungen aus der schottischen Zeit anknüpfen konnte und dann kurzzeitig an Leeds United ausgeliehen wurde. Nach nur sechs Spielen für Leeds kehrte er zu den Queens Park Rangers zurück. Hateley wechselte 1997 zum Drittligisten Hull City, um dort nach zwei Spielzeiten seine Fußballerkarriere als Spielertrainer ausklingen zu lassen.
Er kehrte zu den Glasgow Rangers, die ihn zwischenzeitlich in die vereinseigene Hall of Fame aufgenommen hatten, zurück und nahm dort  von 2001 bis 2020 eine Repräsentantenrolle wahr. Von 2009 bis 2010 war er Trainer der liberianischen Nationalmannschaft. 2018 nahm auch der FC Portsmouth ihn in seine klubinterne Hall of Fame auf.

## Erfolge
- Französischer Meister: 1988
- Schottischer Meister: 1991, 1992, 1993, 1994, 1995
- Schottischer Pokalsieger: 1992, 1993
- Schottischer Ligapokalsieger: 1991, 1993, 1994